# No. 1 North Bay
No. 1 North Bay ist eine Bucht im an der Nordküste von Cockatoo Island des australischen Bundesstaates Western Australia.
No. 1 North Bay ist 400 Meter breit und 360 Meter tief. Die Küstenlänge beträgt 1,1 Kilometer. Im Westen liegt die Bucht Back Bay, Im Osten No. 2 North Bay. Die Bucht liegt direkt an der Siedlung Cockatoo.